# Trichaeta albifrontalis
Trichaeta albifrontalis är en fjärilsart som beskrevs av Arnold Pagenstecher 1885. Trichaeta albifrontalis ingår i släktet Trichaeta och familjen björnspinnare. Inga underarter finns listade i Catalogue of Life.